# Sobrepuerto

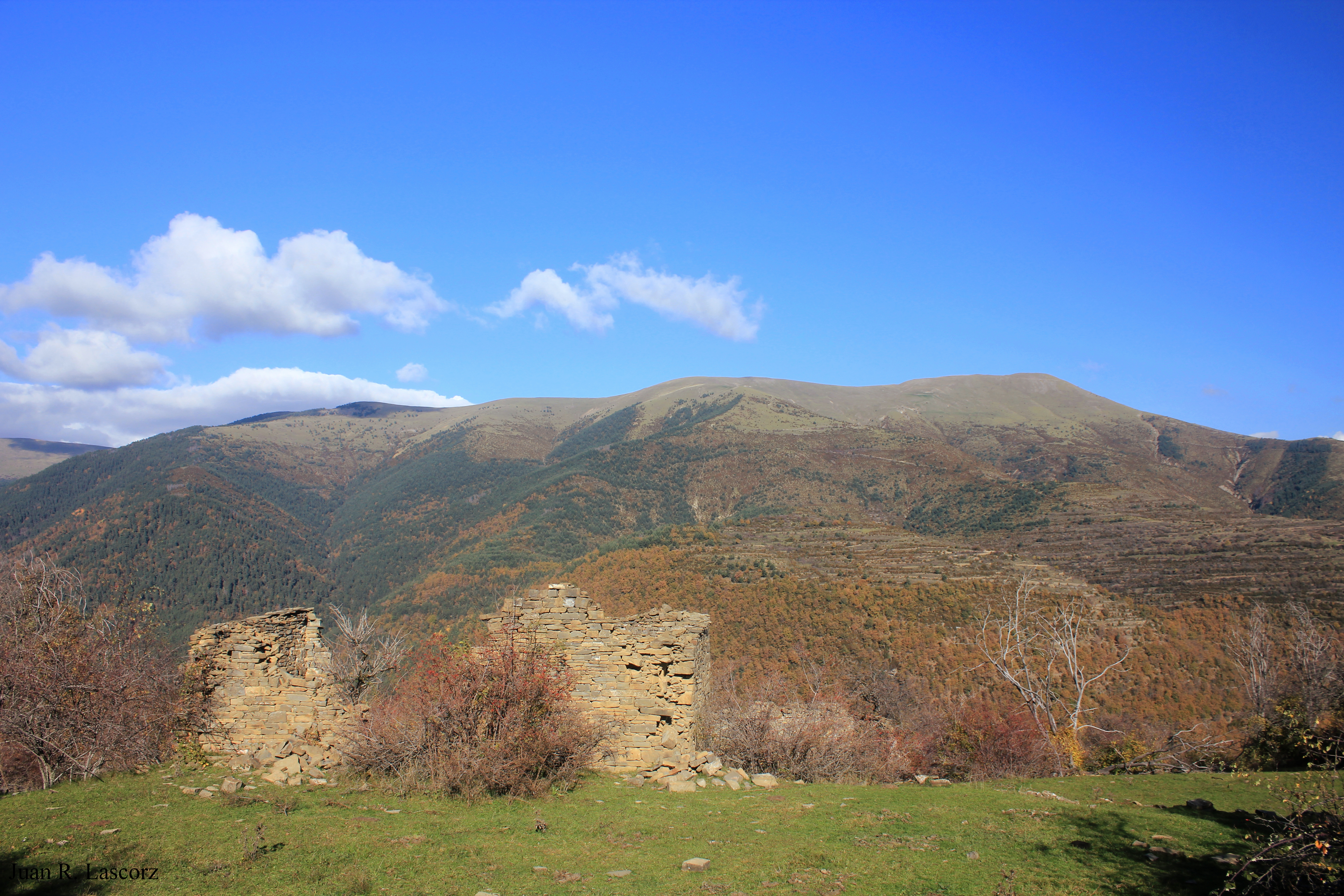
Paisaje de Sobrepuerto, desde Basarán.

Sobrepuerto es una comarca natural del Pirineo aragonés, situada entre los ríos Gállego y Ara, las comarcas de Alto Gállego y Sobrarbe, concretamente entre la Tierra de Biescas, el Valle de Broto y la Ribera de Fiscal.

## Geografía
De formas suaves y alomadas, sin grandes escarpes, «las formas del relieve de Sobrepuerto son las características del amplio corredor que va desde Pamplona hasta L'Ainsa.»
Se trata de una zona muy montañosa, oscilando su altitud entre los 1000 metros de Forcos y los 2.030 de la Manchoya. Sus aguas discurren por el barranco de Otal y el de la Valle de Cortillas, que confluyen debajo de Bergua en el barranco de Forcos, que desemboca en el río Ara, más arriba de Fiscal.

## Población
Tradicionalmente formaban parte lugares como  Basarán, Cillas, Cortillas, Escartín y Sasa de Sobrepuerto. Además, aunque con una delimitación más indefinida, se deben incluir otros como Ainielle, Ayerbe de Broto, Berbusa, Bergua y Otal. Finalmente, a todo ello se le suman las pardinas de Fenés, la Isuala y Niablas.

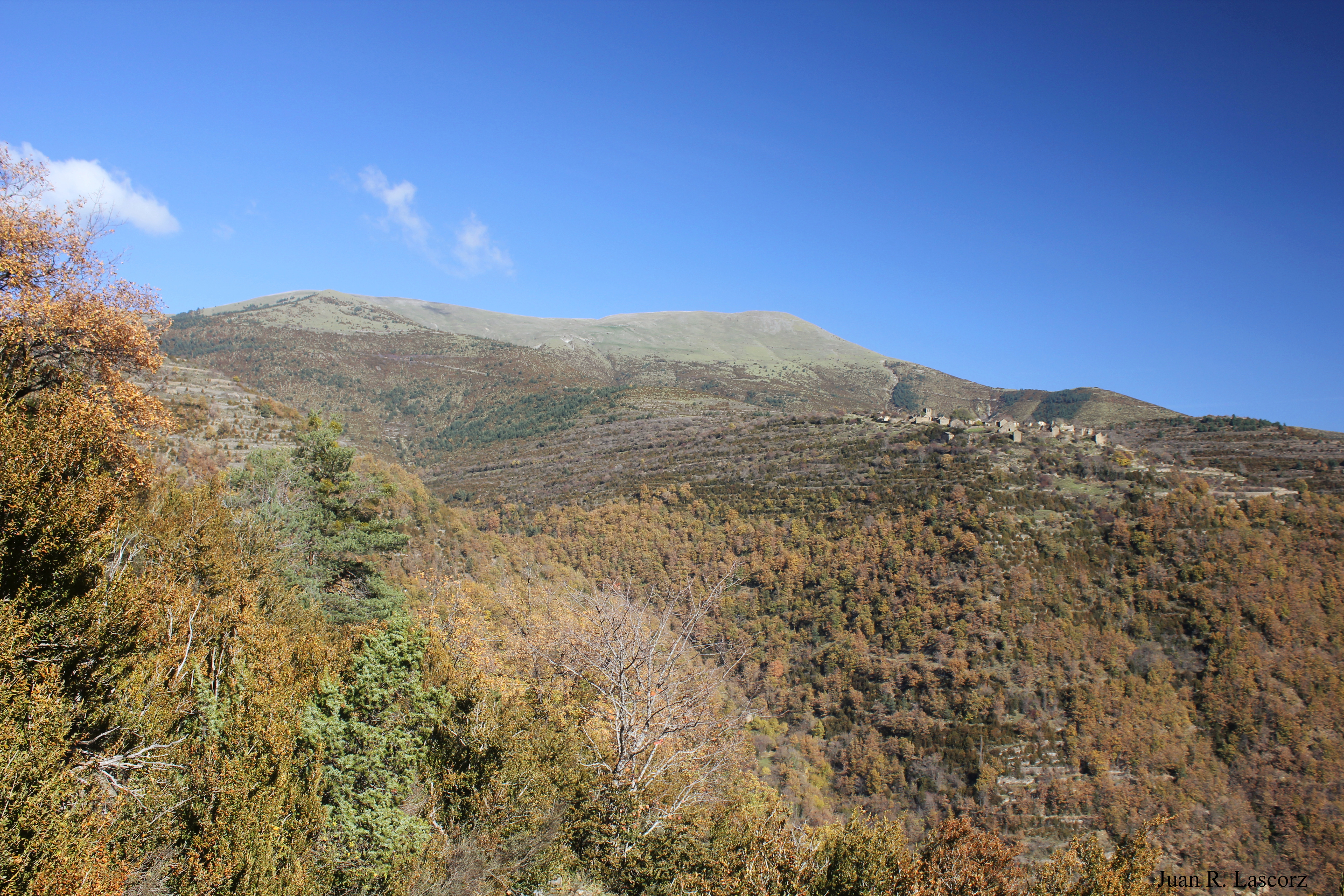
Vista del Manchoya y Escartín

## Climatología
La climatología es muy dura: inviernos fríos y largos, veranos cortos y frescos. La vegetación variada: en las umbrías, bosques mixtos de pinos, hayas, abedules, abetos; en las solanas, quejigos, matorrales de boj, erizones y aliagas. La economía era de autoconsumo, de subsistencia. Se dedicaban a la agricultura, la ganadería y la explotación forestal.

## Comunicaciones
Como vías de comunicación solo disponían de una red de caminos de "herradura". Bergua y Cortillas conocieron la luz eléctrica, de muy mala calidad, los demás se alumbraban con teas, candiles y lámparas de carburo.
Al no disponer de los más elementales servicios, debido sobre todo al aislamiento y las duras condiciones de vida, a mitad del siglo XX sus habitantes empezaron a emigrar a los pueblos nuevos de los Monegros, a los núcleos industriales de Monzón y Sabiñánigo y a las ciudades de Barcelona, Huesca y Zaragoza. En 1973 estaban totalmente deshabitados. En los últimos años Bergua ha recuperado la vida, gracias al asentamiento de personas llegadas de otras partes de España, contándose ya más de 50 habitantes.

## Sobrepuerto en la literatura
Desde finales de los años 1980, ya postergado al olvido Sobrepuerto, se dio a conocer en la literatura este paraje por la novela de La lluvia amarilla, de Julio Llamazares«y otros trabajos etnográficos, etnolingüísticos o cinematográficos de autores como José María Satué, José Miguel Navarro, Adolfo Castán, Chesús Vázquez, José Luis Acín, Ramón Escartín, Eduardo de la Cruz» o Enrique Satué.